# Gary Katz
Gary Katz (* 1940er Jahre in New York City) ist ein amerikanischer Musikproduzent, der vor allem für seine Arbeit mit Steely Dan bekannt ist. Er wurde viermal für den Grammy nominiert.

## Leben
Katz war in den 1960er Jahren mit der Band Jay & the Americans befreundet und über sie lernte Katz die Arbeit im Musikstudio kennen, ebenso wie Donald Fagen und Walter Becker der später gegründeten Band Steely Dan. 1967 fand Katz Arbeit bei Avco Embassy; 1969 wechselte er zu Dunhill Records in Kalifornien. Katz arbeitete mit The Mamas and the Papas, Steppenwolf und Three Dog Night. Er war auch erfahren mit Artists and Repertoire und war für die Verpflichtung von Künstlern wie Jim Croce, Chaka Khan, Rufus und Jimmy Buffett verantwortlich.
Am bekanntesten ist Katz für seine Arbeit als Produzent an den sieben ersten Steely-Dan-Alben von Can’t Buy a Thrill (1972) bis Gaucho (1980). Er produzierte auch The Nightfly (1982), das erste Soloalbum von Donald Fagen.
Das Album The Gospel at Colonus wurde 1984 von Bob Telson zusammen mit Fagen und Katz produziert.
Er produzierte auch Alben von Diana Ross, 10cc, Joe Cocker, The Alarm und Laura Nyro. 2005 war er Projektmanager der Alternative-Metal-Band Sevendust.
Er wechselte später als Produzent und A&R-Mann zu Warner Brothers, wo er für die Verpflichtung von Prince, Dire Straits, Christopher Cross und Rickie Lee Jones verantwortlich war.

## Auszeichnungen
- Grammy-Nominierung, Album des Jahres, Aja von Steely Dan, 1977
- Grammy-Nominierung, Album des Jahres, Gaucho von Steely Dan, 1981
- Grammy-Nominierung, Album des Jahres, The Nightfly von Donald Fagen, 1982
- Grammy-Nominierung, Produzent des Jahres, The Nightfly von Donald Fagen, 1982